# Serres (Aude)
Serres é uma comuna francesa na região administrativa de Occitânia, no departamento de Aude. Estende-se por uma área de 4,06 km². Em 2010 a comuna tinha 71 habitantes (densidade: 17,5 hab./km²).